# Let's Get Loud (konserter)
Let's Get Loud var en rad konserter med den amerikanska artisten Jennifer Lopez för hennes andra studioalbum J.Lo (2001). Konserterna ägde rum under hösten 2001 i San Juan, Puerto Rico vid Roberto Clemente Coliseum.

## Bakgrund
I maj 2001 rapporterade Reuters att Lopez skulle filma en TV-sänd konsert för NBC. Efter hennes uppträdande vid den amerikanska galan Video Music Awards meddelade Lopez att hon skulle uppträda med två konserter i Puerto Rico. Om sitt beslut att uppträda i Puerto Rico sa hon: "Det är där jag kommer ifrån, det är där mina rötter är, det är där mina föräldrar föddes. Jag föddes i New York men uppfostrades som en puertorican. Att få möjligheten att komma dit är som att få komma till mitt hemland på ett sätt. Att göra min första konsert där är en fantastisk känsla."
Konserterna blev Lopez första "turnéupplevelse" sedan musikdebuten 1999. Hon beskrev upplevelsen: 
"Du vet, för några månader sedan kändes det som 'åh herregud'. Alla var uppspelta, vi hade så många ideer. Det var spännande. Men efter en vecka kände vi 'vad har vi gett oss in på, det här är enormt.' Vi hade dessutom bara sju veckor att få klart allting, när man skapar en hel konsert brukar man åtminstone ha tre till fyra månader. Jag valde att hylla Selena efter att jag gjorde filmen och fick lära känna hur hon var som person. Det var en väldigt rörande upplevelse för mig.
Showerna sattes samman av Lopez dåvarande make Cris Judd som också gjorde danskoreografin tillsammans med Eddie Garcia och Liz Imperio. Paul Pesco anställdes som musikregissör. Biljetterna till Let's Get Loud kostade mellan 45 och 90 amerikanska dollar. Efter konserten meddelade Lopez att hon ville göra en fullskalig turné 2002. Dessa planer rann dessvärre ut i sanden.

## Låtlista
1. "Let's Get Loud"
2. "Ain't It Funny"
3. "Cariño"
4. "Play"
5. "Feelin' So Good"
6. "I'm Real"
7. Medley
  1. "Secretly" (innehåller element av "Dreaming of You")
  2. "Theme from Mahogany (Do You Know Where You're Going To)"
8. "I Could Fall in Love"
9. "Si Ya Se Acabó"
10. Medley:
  1. "Waiting for Tonight (Hex's Momentous Club Mix)"
  2. "Una Noche Más"
  3. "Walking on Sunshine"
  4. "Waiting for Tonight" (Reprise)
11. "If You Had My Love"
12. "Love Don't Cost a Thing"

Encore
1. "Plenarriqueña"

## Sändningar och inspelningar
Konserterna sändes ursprungligen den 20 november 2001 på NBC med titeln "Jennifer Lopez: In Concert" och blev det mest sedda programmet jämfört med andra kanaler under samma tidslucka. De 80 minuter långa konserterna kortades ner till 44 minuter och visade inte Lopez spanskspråkiga nummer eller samtal med publiken. Showen regisserades av Hamish Hamilton och mottog en ALMA Award-nominering i kategorin "Outstanding Performance in a Music, Variety or Comedy Special".
DVD:n, med titeln "Let's Get Loud" släpptes i februari 2003 och visade en hel konsert samt 20 minuter långt "bakom kulisserna" material med titeln "Welcome to Puerto Rico". DVD:n guldbelönades av Recording Industry Association of America.